# Estação Urabi
Urabi (em árabe: عرابي) também chamada de Orabi‎ é uma das estações subterrâneas  do metro do Cairo, no Egito. Foi inaugurada em 26 de setembro de 1987, na primeira etapa de construção da linha 1, sendo uma das primeiras estações de metrô a entrar em operação no continente africano.  

## Características

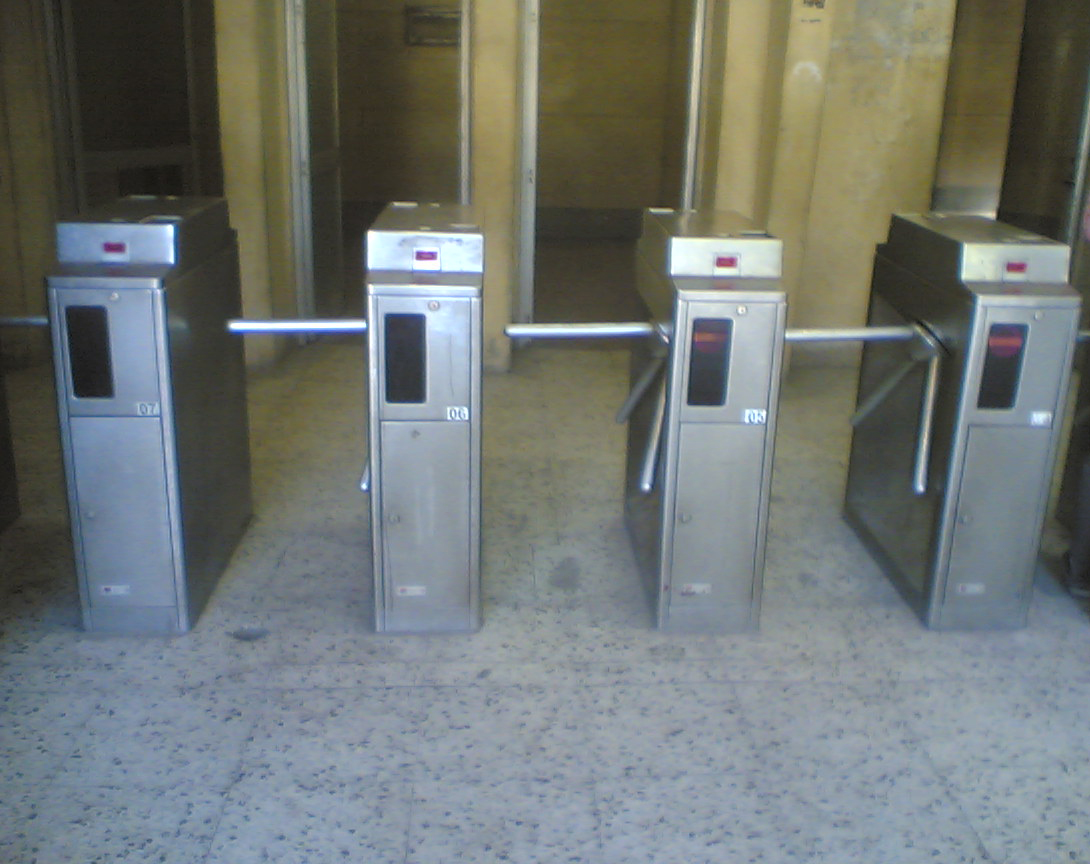
Catracas de acesso do Metro do Cairo.

A estação subterrânea tem 20000 m2 de área construída, distribuída em cinco níveis, cada um deles com  4000 m2.